# كل محمد حسين (الريف الشرقي)
كل محمد حسين (بالفارسية: کل‌محمدحسین) هي منطقة سكنية تقع في إيران في قسم الريف الشرقي الريفي. يقدر عدد سكانها بـ 82 نسمة بحسب إحصاء 2016.